# جورج براول
جورج براول (انگلیسی: George Browell; ۲۱ نوامبر ۱۸۸۴ – ۱۹۵۱ (۶۶−۶۷ سال)) بازیکن فوتبال بود.
از باشگاه‌هایی که در آن بازی کرده‌است می‌توان به باشگاه فوتبال گریمزبی تاون اشاره کرد.